# Hjarbæk
Hjarbæk er en by i Midtjylland med 256 indbyggere i byområdet (2022), beliggende 3 km nord for Løgstrup, 29 km sydvest for Aalestrup og 12 km nordvest for Viborg. Hjarbæk hører til Viborg Kommune og ligger i Region Midtjylland. Tidligere hørte Hjarbæk til Nørlyng Herred.
Hjarbæk hører til Vorde Sogn. Vorde Kirke ligger i landsbyen Vorde 1 km øst for Hjarbæk.

## Turisme
Hjarbæk ligger ved sydbredden af Hjarbæk Fjord, der er en del af Limfjorden. Byen har lystbådehavn, campingplads, B&B og Hjarbæk Kro, der er opført i 1867. Kroens restaurant har plads til 70 personer, og i sommerhalvåret kan der dækkes op til 60 personer i pavillonen, som er bygget til i 1912.

## Historie

### Navnet
Bynavnet stammer fra ordene hiord (en flok dyr) og baek (bæk), som senere blev til Hiardbaek.

### Landsbyen
Hjarbæk var i 1600-tallet en lille landsby med 3 gårde, 2 huse med jord og 4 huse uden jord. Det dyrkede areal var 82,3 tønder land, skyldsat til 8,34 tønder hartkorn.

### Ladepladsen
Hjarbæk var ladeplads for Viborg købstad. Midt i 1800-tallet anlagde Viborg en landevej til Hjarbæk og udvidede havnen. Udførslen fra havnen var langt større end indførslen, og udenrigsskibsfarten var langt større end den indenrigske skibsfart. Hjarbæk havde toldbod, pakhus og landingsbro. Toldstedet var på kroen i Kongsgården.
Hjarbæk bevarede sin position som ind- og udførselssted for Viborg indtil jernbanen gjorde fjordsejladsen overflødig. I 1901 skriver Trap kun: "Hjarbæk, Ladeplads med Havn, Kro og Statstelefonst.".

### Jernbanen
Hjarbæk havde fra 1928 et trinbræt på Himmerlandsbanernes strækning Viborg-Aalestrup, der var anlagt i 1893. I 1916 blev der projekteret en Hjarbæk Havnebane, men den blev ikke til noget. Viborg fik senere sin havnebane i form af Mariagerbanen. Efter at den var nedlagt, fortsatte godstrafikken på Viborg-Aalestrup til havnen i Løgstør indtil 1999. Sporet blev taget op i 2006, og nu går Himmerlandsstien på den nedlagte banestrækning godt 1 km sydøst for Hjarbæk.